# Dipartimento delle Bocche della Mosa
Dipartimento delle Bocche della Mosa era il nome di un dipartimento del Primo Impero francese, negli attuali Paesi Bassi. Il nome era dovuto alla prossimità della parte terminale del fiume Mosa.
Fu creato il 1º gennaio 1811, in seguito all'annessione del Regno d'Olanda da parte della Francia; il capoluogo era L'Aia.
Fu suddiviso negli arrondissement de L'Aia, Brielle, Dordrecht, Gorinchem, Leida e Rotterdam.
Si stima che nel 1813, su una superficie di 2 062 km², avesse 309 234 abitanti.
Il dipartimento fu eliminato con la costituzione del Regno Unito dei Paesi Bassi dopo la sconfitta di Napoleone nel 1814. Il territorio dell'ex dipartimento corrisponde approssimativamente alla provincia dell'Olanda Meridionale.

## Suddivisione amministrativa
Il dipartimento era suddiviso nei seguenti cantoni e arrondissement:
- Arrondissement de L'Aia (La Haye), cantoni: Alphen aan den Rijn (Alphen-sur-le-Rhin), Katwijk (Catwick), L'Aia (La Haye) e Voorburg (Voorbourg);
- Arrondissement di Brielle, cantoni : Brielle, Goedereede (Gorée), Sommelsdyck
- Arrondissement di Dordrecht (Dordrecht), cantoni: Dordrecht, Oud-Beijerland (Vieux-Beyerland), Ridderkerk, Strijen (Stryen).
- Arrondissement di Gorinchem, cantoni : Culemborg (Culembourg), Gorinchem e Sliedrecht
- Arrondissement di Leida (Leyde), cantoni: Leida (Leyde), Noordwijk (Nordwick) e Woubrugge
- Arrondissement di Rotterdam, cantoni: Delft, Vlaardingen (Flardingue), Haastrecht o Haestrecht, Hillegersberg, Naaldwijk (Naaldwick), Rotterdam e Schiedam.

Armoriali delle città
L'Aia
Rotterdam
Delft
Leida
Vlaardingen